# Avobenzon
Avobenzon is een ingrediënt in zonnebrandcrèmes met als functie het absorberen van ultravioletstraling. Het is een van de meest doeltreffende ultravioletfilters die bekend zijn. Het absorptiemaximum van avobenzon bedraagt ongeveer 360 nm, wat betekent dat avobenzon vooral UV-A-straling absorbeert, die geassocieerd wordt met schade aan de huid op lange termijn. Het wordt aan veel cosmetische producten toegevoegd, vaak in combinatie met UV-B-filters om een totale bescherming tegen ultravioletstraling te bieden. Avobenzon is toegelaten in de Europese Unie en in de Verenigde Staten. In de Europese Unie is de maximale toegelaten concentratie van avobenzon 5%.
Avobenzon behoort tot de groep van dibenzoylmethanen. Het werd ontwikkeld door Givaudan dat het verkoopt onder de naam Parsol 1789.
Avobenzon is hydrofoob en lipofiel: het is niet oplosbaar in water maar wel in olie. Een nadeel van avobenzon is dat de stof onder invloed van licht langzaam ontleedt. Om dit te vermijden kan een lichtstabilisator toegevoegd worden, zoals octocryleen of titanium(IV)oxide.

## Keto/Enol-evenwicht
De goede absorptie-eigenschappen voor UV-A licht kunnen  voor een deel toegeschreven worden aan het feit dat de structuurformule wel de meest stabiele vorm van het molecuul weergeeft, maar dat het centrale koolstofatoom ook deel uitmaakt van een makkelijk enoliseerbare structurele omgeving: een 1,3-dion, aan weerszijden geconjugeerd aan een fenylring.